# Art of Fighting 2
Art of Fighting 2 (龍虎の拳2?, Ryūko no Ken 2) è un picchiaduro a incontri per il sistema arcade Neo Geo edito nel 1994 dalla SNK, seguito di Art of Fighting. Con questo gioco, insieme a Fatal Fury 2, SNK aumentò la rosa di personaggi selezionabili rispetto ai primi episodi. È stato uno dei titoli di punta dell'allora neonato Neo Geo CD; è stato convertito inoltre per Super Nintendo Entertainment System e più recentemente su PlayStation 2, nella compilation Art of Fighting Collection.

## Trama
È passato un anno da quando Yuri e Takuma (l'uomo mascherato) sono tornati a casa Sakazaki, ma a Southtown il conflitto è di nuovo in fermento. "The King of Fighters"... Dodici lottatori si sfideranno in un torneo di combattimento con un montepremi enorme. Saranno anche coinvolti in una cospirazione ordita dagli organizzatori del torneo.

## Modalità di gioco
Il secondo capitolo della serie Art of Fighting ha aggiunto l'"indicatore di rabbia"; simile allo "spirit system" del suo predecessore, limita l'uso e l'efficacia degli attacchi speciali. Questa volta i livelli bonus sono stati rielaborati: per aumentare l'indicatore di rabbia, il personaggio del giocatore deve abbattere un albero con un solo pugno; per aumentare l'indicatore di salute massima, il personaggio del giocatore deve sconfiggere un certo numero di teppisti entro un certo limite di tempo; infine, il livello "Initiate Super Death Blow" è stato adattato alla mossa speciale super di ciascun personaggio.
Quasi tutti i personaggi giocabili del primo Art of Fighting, escluso Ryuhaku Todoh, tornano in Art of Fighting 2. Esso aggiunge anche tre nuovi personaggi, Yuri Sakazaki, Eiji Kisaragi e Temjin, per un totale di dodici. Mentre il gioco precedente permetteva di utilizzare solo Ryo Sakazaki e Robert Garcia nella modalità singola, Art of Fighting 2 espande la modalità per ospitare tutti e dodici i personaggi. Inoltre, Geese Howard della serie Fatal Fury appare come boss segreto se il giocatore termina la sessione battendo tutti gli avversari con soli due round a testa. Geese non è tuttavia un personaggio giocabile, fatta eccezione per la modalità "Vs." nella versione SNES.

### Personaggi e loro tecnica
- Ryo Sakazaki - Kyokugenryu Karate
- Robert Garcia - Kyokugenryu Karate
- Yuri Sakazaki - Kyokugenryu Karate
- Takuma Sakazaki - Kyokugenryu Karate
- Jack Turner - combattimento da strada
- Lee Pai Long - Arti marziali cinesi
- King - Muay Thai
- Mickey Rogers - Pugilato
- John Crawley - Arti marziali
- Mr. Big - Escrima
- Eiji Kisaragi - Ninjitsu
- Temjin - Sumo

## Accoglienza
Art of Fighting 2 è stato elogiato sia da GamePro che da Electronic Gaming Monthly per avere una grafica, un suono, una selezione dei personaggi e una tecnica di gioco di gran lunga migliori rispetto all'originale, sebbene tre dei quattro recensori di EGM' si siano lamentati del fatto che nella modalità singola l'IA dell'avversario sia "incredibilmente economica". GamePro gli ha dato valutazioni (su 5) di 5 per la grafica, 5 per il suono, 4,5 per i controlli e 4,5 per il fattore divertimento. I quattro recensori di Electronic Gaming Monthly gli hanno dato valutazioni (su 10) di 8, 8, 6 e 8.Computer and Video Games gli ha dato una percentuale del 95%, definendolo "facilmente il miglior picchiaduro apparso negli ultimi anni", confrontandolo favorevolmente con le recenti incarnazioni di Street Fighter II: The World Warrior ma criticando il suo alto costo di £ 150-175.
Nintendo Life ha trovato il gioco superiore al primo grazie alla sua modalità singola migliorata e al sistema, sebbene avesse ancora sentimenti contrastanti sul divertimento che il sistema di combattimento può dare. Pocket Gamer ha trovato il sistema di combattimento troppo semplicistico rispetto ad altre opere SNK come KOF. Nonostante abbia elogiato i miglioramenti, Hardcore Gaming ha ritenuto che il gameplay fosse troppo simile al suo predecessore. Il porting per SNES è stato stroncato come la "versione è niente meno che un disastro, con immagini orribilmente imprecise, controlli atroci e fisica di gioco massacrata". IGN è d'accordo, trovando l'IA troppo impegnativa mentre la grafica sembra invece un passo indietro, rovinando i tentativi di SNK di migliorare la formula che avevano stabilito. ONE37pm lo ha elencato come il terzo miglior gioco SNK, citando il cast più ampio e il gameplay come importanti miglioramenti ma criticando la grande difficoltà. Game Informer ha notato che, mentre la serie di giochi di combattimento è stata oscurata da Mortal Kombat II, Art of Fighting 2 non dovrebbe essere trascurato in quanto possiede ancora diversi tratti interessanti che hanno reso il primo gioco attraente e SNK lo ha migliorato come il gameplay migliorato e più veloce paragonabile a Samurai Shodown, nonostante non abbia ancora apprezzato il sequel di SNK.

## Film
Per promuovere questo videogioco fu pianificato di inserire alcuni dei suoi personaggi in Fatal Fury: The Motion Picture. Questo progetto fu abortito e nel 1996 fu realizzato un lungometraggio dedicato a Art of Fighting per il mercato VHS, The Art of Fighting: L'occhio di Sirio.